# Euryglottis aper
Euryglottis aper es una mariposa nocturna de la familia Sphingidae. Se la encuentra en altitudes superiores a los 2 800 m s. n. m. en Bolivia, Colombia, Ecuador, Perú y Venezuela.

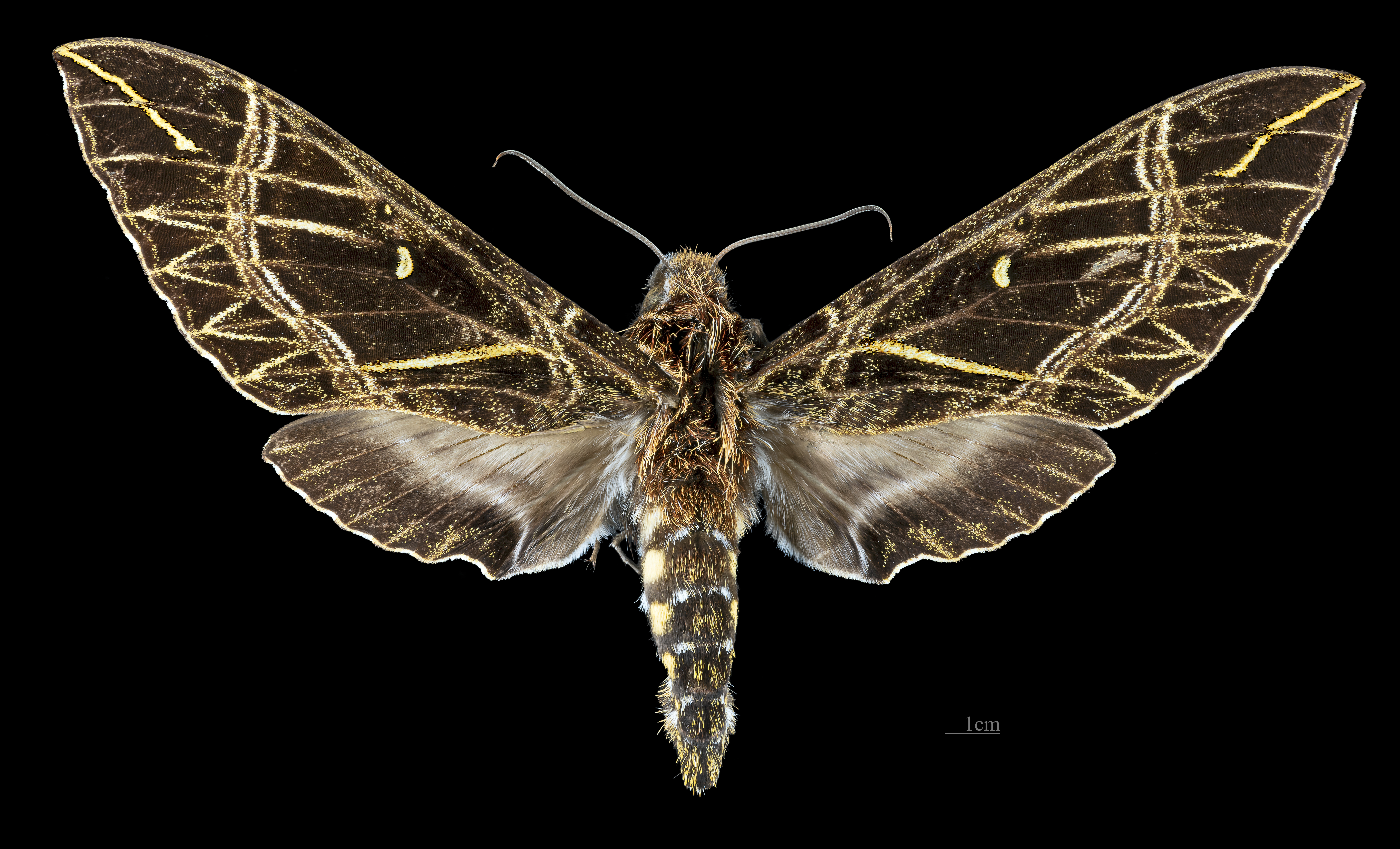
Euryglottis aper  ♀
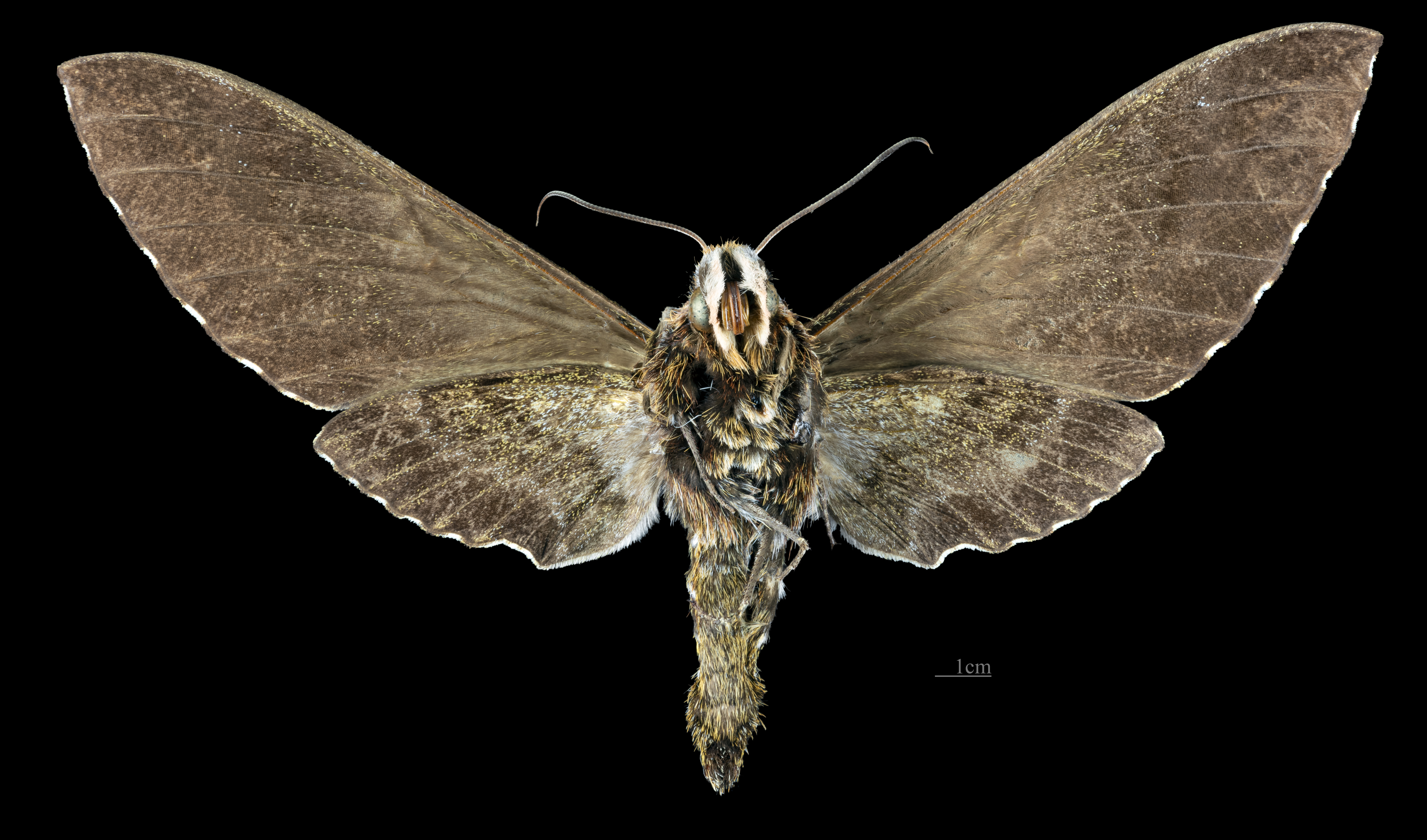
Euryglottis aper ♀  △